# Leopard C2
Leopard C2 – kanadyjski czołg podstawowy będący modernizacją niemieckiego czołgu Leopard 1A3. Od roku 2000 na wyposażeniu Canadian Forces.

## Historia
W latach 70. Kanada zakupiła 127 czołgów  Leopard 1A3. Przyjęto je na wyposażenie Canadian Forces pod oznaczeniem Leopard C1. Z czasem okazało się, że czołgi te są już przestarzałe – ich główną wadą był słaby pancerz.
W roku 2000 podjęto decyzję o modernizacji 114 z 127 posiadanych czołgów  Leopard 1A3 do standardu oznaczonego jako Leopard C2.
Modernizacja czołgów Leopard 1 była rozwiązaniem tymczasowym. Planowano późniejsze zastąpienie czołgów Leopard C2 niszczycielem czołgów zbudowanym na podwoziu transportera LAV III (M1128 Mobile Gun System), jednakże koncepcja upadła. Leopardy C2 pozostawały w służbie do 2015 roku. Zastąpiły je czołgi Leopard 2.

## Konstrukcja
W zmodernizowanych pojazdach wzmocniono pancerz. Ponadto zainstalowano systemy chroniące załogę przed NBC oraz nowe automatyczne systemy przeciwpożarowe. W roku 2006 część czołgów Leopard C2 wysłano do Afganistanu. W celu dostosowania pojazdów do specyficznych warunków tam panujących (zagrożenie ze strony RPG i IED) zainstalowano dodatkowe opancerzenie ceramiczne MEXAS.
Kolejną modyfikacją są całkowicie nowe wieże (od czołgu Leopard 1A5). Główne uzbrojenie stanowi gwintowana armata kal. 105 mm L7A3 z pełną stabilizacją. Specjalnie dla niej opracowano, także nowszą amunicję.  Prowadzenie ognia wspomaga całkowicie nowy system kierowania ogniem. Uzbrojeniem dodatkowym są dwa karabiny maszynowe kal. 7,62 mm – jeden sprzężony z działem i jeden na wieży.
Napęd stanowi silnik wysokoprężny MTU MB 838 Ca-M 500 o mocy 819 KM (610 kW) przy obrotach 2200 obr./min. Silnik i skrzynię biegów zbudowano jako jeden blok co ułatwia wymianę. W warunkach polowych wymianę bloku można przeprowadzić w ciągu 20 minut.
Czołgi Leopard C2 przystosowane są do transportu samolotami C-17 i Ił-76.